# Sutonocrea sordida
Sutonocrea sordida är en fjärilsart som beskrevs av Rothschild 1917. Sutonocrea sordida ingår i släktet Sutonocrea och familjen björnspinnare. Inga underarter finns listade i Catalogue of Life.